# Guldkronad kungsfågel
Guldkronad kungsfågel (Regulus satrapa) är en nordamerikansk fågel i familjen kungsfåglar inom ordningen tättingar.

## Utbredning och systematik
Guldkronad kungsfågel delas in i sex underarter med följande utbredning:
- Regulus satrapa olivaceus – förekommer från sydöstra Alaska till Oregon (väster om Kaskadbergen), flyttar vintertid till södra Kalifornien
- Regulus satrapa amoenus – förekommer från Kenaihalvön och centrala Yukon till Klippiga bergen; övervintrar i sydvästra USA
- Regulus satrapa satrapa – förekommer från Labradorhalvön och Newfoundland till östra USA, övervintrar vid golfkusten
- Regulus satrapa apache – förekommer i bergstrakter i södra Arizona, övervintrar i södra Texas och New Mexico
- Regulus satrapa aztecus – förekommer i bergstrakter i Mexiko (Michoacán till Hidalgo, Puebla och Guerrero)
- Regulus satrapa clarus – förekommer i bergstrakter i södra Mexiko (Chiapas) och södra Guatemala

Vissa inkluderar amoenus i apache.

## Status och hot
Arten har ett stort utbredningsområde och beståndet tros vara stabilt. Utifrån dessa kriterier kategoriserar internationella naturvårdsunionen IUCN arten som livskraftig (LC). Världspopulationen uppskattas till 140 miljoner vuxna individer.

## Bilder

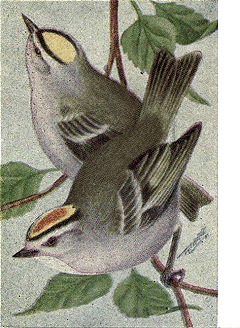
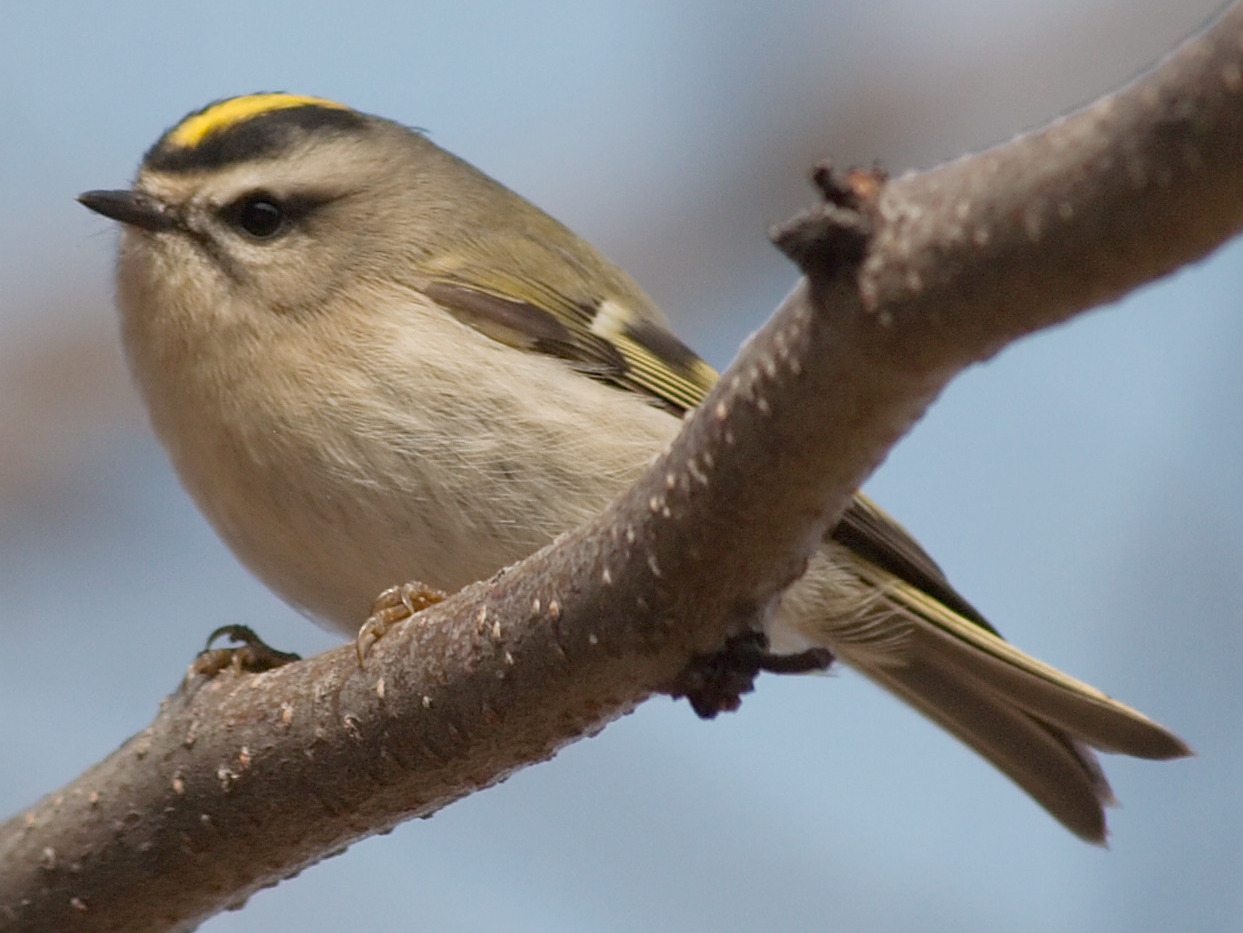
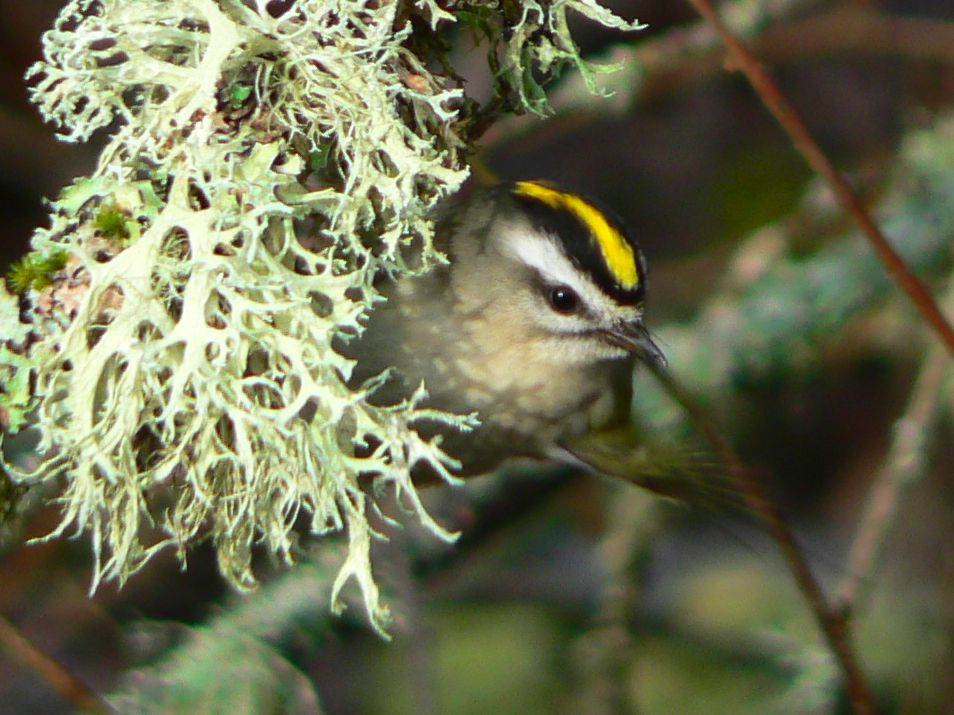